# Evangelio social
El Evangelio social (Social Gospel en inglés) fue un movimiento en el protestantismo liberal norteamericano que aplicaba la ética cristiana a problemas sociales, especialmente cuestiones de justicia social como la desigualdad económica, pobreza, alcoholismo, crimen, tensiones raciales, barrios marginales, medio ambiente, trabajo infantil, sindicatos inadecuados, escuelas pobres y el peligro de la guerra. Fue más prominente en los Estados Unidos y Canadá a principios del siglo XX. Teológicamente, los evangelistas sociales intentaron poner en práctica el Padrenuestro (Mateo 6:10): "Venga a nosotros tu reino, hágase tu voluntad en la tierra como en el cielo". Por lo general, eran post-milenialistas; es decir, creían que la Segunda Venida no podría suceder hasta que la humanidad se deshiciera de los males sociales mediante el esfuerzo humano. El Evangelio Social era más popular entre el clero que los laicos. Sus líderes estaban predominantemente asociados con el ala liberal del Movimiento Progresista, y la mayoría eran teológicamente liberales, aunque algunos también eran conservadores cuando se trataba de sus puntos de vista sobre cuestiones sociales. Líderes importantes incluyen a Richard T. Ely, Josiah Strong, Washington Gladden y Walter Rauschenbusch. El término "Evangelio social" fue utilizado por primera vez por Charles Oliver Brown en referencia al popular libro de Henry George Progreso y pobreza, que desató el movimiento de impuestos únicos.
Aunque la mayoría de los estudiosos coinciden en que el movimiento Social Gospel alcanzó su punto máximo a principios del siglo XX, hay desacuerdos sobre cuándo el movimiento comenzó a declinar. Algunos afirman que la destrucción y el trauma causados por la Primera Guerra Mundial dejaron a muchos desilusionados con los ideales del Evangelio social, mientras que otros argumentan que la Primera Guerra Mundial estimuló los esfuerzos de reforma de los evangelistas sociales. Las teorías sobre el declive del Evangelio social después de la Primera Guerra Mundial a menudo citan el surgimiento de la neo-ortodoxia Teología dialéctica como un factor que contribuye al declive del movimiento. El Evangelio Social, después de la Segunda Guerra Mundial, junto con el neotomismo, influyó en la formación de la ideología política de la Democracia Cristiana. Muchas de las ideas del Evangelio social también aparecieron en el Movimiento por los Derechos Civiles de la década de 1960. Los principios del "Evangelio social" continúan inspirando movimientos más nuevos como el de los cristianos contra la pobreza.

## Historia
El origen del Evangelio social se encuentra en los diversos conceptos de justicia social para el apoyo de los pobres en la Biblia.
El Evangelio Social afectó a gran parte de la América Protestante. Los presbiterianos describieron sus objetivos en 1910 al proclamar:

Los grandes fines de la iglesia son la proclamación del evangelio para la salvación de la humanidad; el refugio, la crianza y el compañerismo espiritual de los hijos de Dios; el mantenimiento de la adoración divina; la preservación de la verdad; la promoción de la justicia social; y la exhibición del Reino de los Cielos en el mundo.

A finales del siglo XIX, muchos protestantes estaban disgustados por el nivel de pobreza y la baja calidad de vida en los barrios marginales. El movimiento del evangelio social proporcionó un fundamento religioso para la acción a fin de abordar esas preocupaciones. Los activistas en el movimiento Evangelio social esperaban que con medidas de salud pública y escolarización forzosa los pobres pudieran desarrollar talentos y habilidades, la calidad de su vida moral comenzaría a mejorar. Las preocupaciones importantes del movimiento del Evangelio Social fueron las reformas laborales, como la abolición del trabajo infantil y la regulación de las horas de trabajo de las madres. Para 1920 estaban cruzando contra el día laboral de 12 horas para los trabajadores de U.S. Steel.

### Washington Gladden
Gladden (1836-1918) fue un clérigo estadounidense. Sus palabras y acciones le valieron el título de "pionero" del Evangelio Social incluso antes de que el término entrara en uso. Gladden habló por los trabajadores y su derecho a organizar sindicatos.
Para Gladden, la "ley cristiana cubre todas las relaciones de la vida", incluida la relación entre los empleadores y sus empleados. Su libro de 1877 The Christian Way: Whither It Leads and How to Go On fue su primer llamado nacional para una aplicación universal de los valores cristianos en la vida cotidiana. El libro comenzó su liderazgo en el movimiento del Evangelio Social. Los historiadores consideran que Gladden es uno de los "padres fundadores" del Movimiento del Evangelio Social.

### Walter Rauschenbusch
Otro de los teólogos definitorios del movimiento del Evangelio social fue Walter Rauschenbusch, pastor bautista de una congregación ubicada en Hell's Kitchen. Su obra Christianity and the Social Crisis influirá las acciones de varios actores del movimiento. Rauschenbusch criticó lo que él consideraba el egoísmo del capitalismo y promovió una forma de socialismo cristiano que apoyaba la creación de sindicatos y economía cooperativa.
El movimiento del evangelio social no era un movimiento unificado y bien enfocado, ya que contenía miembros que no estaban de acuerdo con las conclusiones de otros dentro del movimiento. Rauschenbusch afirmó que el movimiento necesitaba "una teología para hacerlo efectivo" y, asimismo, "teología". necesita el evangelio social para vitalizarlo ". En A Theology for the Social Gospel (1917), Rauschenbusch emprende la tarea de crear "una teología sistemática lo suficientemente grande para que coincida [con nuestro evangelio social] y lo suficientemente vital como para respaldarlo": 1 Creía que el evangelio social sería "una adición permanente a nuestra perspectiva espiritual y que su llegada constituye un estado en el desarrollo de la religión cristiana "2: por lo tanto, era necesaria una herramienta sistemática para usarla. Rauschenbusch afirma que el evangelio individualista ha dejado clara la pecaminosidad del individuo, pero no ha arrojado luz sobre la pecaminosidad institucionalizada: "No ha evocado fe en la voluntad y el poder de Dios para redimir las instituciones permanentes de la sociedad humana de su culpa heredada de opresión y extorsión ". Esta ideología sería heredada por teólogos de la liberación y defensores de los derechos civiles y líderes como Martin Luther King Jr.

### Movimiento settlement
El movimiento settlement fue un movimiento por el cual muchos reformistas abrieron casas de asentamiento, especialmente Hull House en Chicago operado por Jane Addams. Estos ayudaron a los pobres y a los inmigrantes a mejorar sus vidas. Las casas de asentamiento ofrecían servicios tales como guardería, educación y atención médica a personas necesitadas en barrios marginales. El YMCA fue creado originalmente para ayudar a los jóvenes rurales a adaptarse a la ciudad sin perder su religión, pero en la década de 1890 se convirtió en un poderoso instrumento del Evangelio Social. Casi todas las denominaciones (incluidos los católicos) se involucraron en misiones en el extranjero, que a menudo tenían un componente de evangelio social en términos especialmente de elevación médica. Las denominaciones negras, especialmente la Iglesia Metodista Episcopal Africana (AME) y la Iglesia Metodista Episcopal Africana de Zion (AMEZ), tenían programas activos en apoyo del Evangelio Social.

### Progresivos
En los Estados Unidos antes de la Primera Guerra Mundial, el Evangelio Social era el ala religiosa del movimiento progresista que tenía el objetivo de combatir la injusticia, el sufrimiento y la pobreza en la sociedad. Denver, Colorado, fue un centro de activismo del Evangelio Social. Thomas Uzzel dirigió el Tabernáculo Popular Metodista desde 1885 hasta 1910. Estableció un dispensario gratuito para emergencias médicas, una oficina de empleo para personas en busca de empleo, un campamento de verano para niños, escuelas nocturnas para aprendizaje prolongado y clases de inglés. Myron Reed, de la Primera Iglesia Congregacional, se convirtió en portavoz, entre 1884 y 1894, para los sindicatos en cuestiones tales como la indemnización laboral. su congregación de clase media alentó a Reed a seguir adelante cuando se convirtió en un socialista, y organizó una iglesia no denominacional. El ministro bautista Jim Goodhart estableció una oficina de empleo y proporcionó comida y alojamiento para vagabundos y vagabundos en la misión que él dirigía. Se convirtió en capellán de la ciudad y director de bienestar público de Denver en 1918. Además de estos protestantes, los judíos reformados y los católicos ayudaron a construir el sistema de bienestar social de Denver a principios del siglo XX.
El reverendo Mark A. Matthews (1867-1940) de la Primera Iglesia Presbiteriana de Seattle fue un importante reformador de la ciudad, que investigó los distritos de la luz roja y las escenas de crímenes, denunciando a políticos corruptos, hombres de negocios y dueños de salones. Con 10,000 miembros, la suya era la iglesia presbiteriana más grande del país, y fue seleccionado como moderador nacional en 1912. Construyó una iglesia modelo, con escuelas nocturnas, oficinas de desempleo, jardín de infantes, una clínica antituberculosis y la primera iglesia de la nación estación de radio propia. Matthews fue el clérigo más influyente en el noroeste del Pacífico y uno de los evangelizadores sociales más activos de América.
El Sur tenía su propia versión del Evangelio Social, centrándose especialmente en la ley seca. Otras reformas incluyeron prohibir juramentos públicos, boxeo y peleas de perros y afrentas similares a sus sensibilidades morales. En 1900, dice Edward Ayers, los bautistas blancos, aunque eran los más conservadores de todas las denominaciones en el sur, se preocuparon cada vez más por las cuestiones sociales, tomando posiciones en "la templanza, los juegos de azar, la corrupción ilegal, la moralidad pública, los huérfanos y la gente mayor."

## Influencias
El movimiento fue popular en el protestantismo  liberal.

### New Deal
Durante el New Deal de la década de 1930, los temas de Evangelio social se pudieron ver en el trabajo de Harry Hopkins, Will Alexander y Mary McLeod Bethune, quienes agregaron una nueva preocupación con los afroamericanos. Después de 1940, el movimiento se marchitó, pero fue fortalecido en la década de 1950 por líderes afroamericanos como el ministro bautista Martin Luther King y el movimiento por los derechos civiles. Después de 1980, se debilitó de nuevo como una fuerza importante dentro de las iglesias principales; de hecho, esas iglesias estaban perdiendo fuerza.
Los ejemplos de la continua influencia del Evangelio social aún se pueden encontrar en la organización Call to Renewal de Jim Wallis y en más organizaciones locales como el Virginia Interfaith Center. Otro ejemplo moderno se puede encontrar en el trabajo del reverendo John Steinbruck, pastor principal de Luther Place Memorial Church en Washington D. C., de 1970 a 1997, quien fue un predicador apasionado y articulado del Evangelio Social y una voz líder a nivel local y nacional para los desamparados, los refugiados centroamericanos y las víctimas de la persecución y los prejuicios.

### Evangelio social y movimientos laborales
Debido a que el Evangelio Social estaba principalmente relacionado con la vida cotidiana de los laicos, una de las formas en que hizo escuchar su mensaje fue a través de los movimientos laborales. Particularmente, el Evangelio Social tuvo un profundo efecto sobre la Federación Estadounidense del Trabajo (AFL). La AFL comenzó un movimiento llamado Labor Forward, que era un grupo procristiano que "predicaba la sindicalización como un avivamiento":

### Nuevo Partido Democrático
La Federación Cooperativa de la Commonwealth, un partido político que más tarde se reformó como el Nuevo Partido Democrático, se fundó en principios del evangelio social en la década de 1930 por J.S. Woodsworth, un ministro metodista, y el diputado de Alberta William Irvine. Woodsworth escribió extensamente sobre el evangelio social a partir de las experiencias adquiridas mientras trabajaba con los habitantes de barrios marginales inmigrantes en Winnipeg de 1904 a 1913. Sus escritos llamaban al Reino de Dios "aquí y ahora". Este partido político tomó el poder en la provincia de Saskatchewan en 1944. Este grupo, dirigido por Tommy Douglas, un ministro bautista, introdujo el Medicare universal, subsidio familiar y pensiones de vejez. Desde entonces, este partido político perdió su base religiosa y se convirtió en un partido secular socialdemócrata. El Consejo de Servicio Social (SSC) fue el "brazo reformador del protestantismo en Canadá" y promovió la idea del evangelio social.